# Скрыль-Слобода (Пуховичский район)
Скрыль-Слобода (бел. Скрыль-Слабада́) — деревня в Пуховичском районе Минской области Республики Беларусь. Входит в состав Новосёлковского сельсовета.

## География
Расположена в 11,5 км на запад от Марьиной Горки, 63,5 км от Минска.

## История

### Ранняя история
Во второй половине XIX века деревня в Цитвянской волости Игуменского уезда Минской губернии. В 1870 году деревни Люцей-Слободка и Скрыль.
В 1885 году Слободка, село бывшее владельческое, при реке Цитовке, дворов 21, жителей 171, церковь православная.
Согласно переписи 1897 года деревня Слободка, в 1908 году Слободка-Скрыльская.

### Новейшее время
С конца февраля 1918 года территория оккупирована войсками Германской империи. 25 марта 1918 года согласно Третьей Уставной грамоте волость провозглашена частью Белорусской Народной Республики. В декабре 1918 года занята Красной Армией, с 1 января 1919 года в соответствии с постановлением I съезда КП(б) Беларуси она вошла в состав Советской Белоруссии, с 27 февраля 1919 года — в ЛитБел ССР. Во время польско-советской войны в августе 1919—июле 1920 годов под оккупацией Польши (Минский округ ГУУЗ).
С 31 июля 1920 года в Белорусской ССР. В начале 1930-х проведена коллективизация, создан колхоз «Залог 2-й пятилетки», была кузница.
Вторую мировую войну с конца июня 1941 года до начала июля 1944 года под оккупацией Германии. В мае 1944 года было сожжено большинство домов деревни, погублено 13 человек. После войны деревня восстановлена.

## Население

### Численность
- 2019 год — 19 жителей

### Динамика
- 1897 год — 17 дворов, 113 жителей
- 1908 год — 32 дворов, 188 жителей
- 1917 год — 43 дворов, 125 жителей
- 1960 год — 169 жителей
- 2002 год — 28 дворов, 56 жителей
- 2009 год — 43 жителей (перепись населения)[2]
- 2019 год — 19 жителей (перепись населения)

## Достопримечательность
- Братская могила воинов и жертв войны[3].
- Памятник на месте гибели жителей Слободы и Скрыль во Второй мировой войне.
- Церковь Св. Иоанна Предтечи (XIX в.).